# Matt LeBlanc
Matthew Steven LeBlanc (Newton (Massachusetts), 25 juli 1967) is een Amerikaans acteur. Hij speelde onder meer tien jaar Joey Tribbiani in de televisieseries Friends en Joey.
LeBlanc speelde ook in een aantal films, waaronder Lost in Space, Charlie's Angels, en Charlie's Angels: Full Throttle. Hij kwam in enkele opeenvolgende afleveringen voor in de Amerikaanse serie Married... with Children en de spin-offs van deze serie, Top of the Heap in 1991 en Vinnie and Bobby in 1992, beide als Vinnie Verducci.
In 2003 tekende hij een contract voor zijn eigen spin-off Joey, gebaseerd op zijn rol in Friends. Deze serie werd na twee seizoenen stopgezet. In 2011 speelde hij een fictieve versie van zichzelf in Episodes. Voor deze rol won hij in 2012 een Golden Globe.
De Friends-acteur maakte op 4 februari 2016 bekend dat hij een van de nieuwe presentatoren werd van het nieuwe seizoen van Top Gear. Op 26 september 2016 werd bekend dat hij voor twee seizoenen bijtekende als hoofdpresentator, nadat Chris Evans eerder al bekend maakte dat hij niet zou terugkeren naar Top Gear.

## Privé
LeBlanc huwde op 3 mei 2003 zijn vriendin Melissa McKnight. Samen hebben zij een dochter, Marina Pearl LeBlanc. Na de geboorte bleek dat zij lijdt aan een hersenafwijking waarvoor nog geen behandeling is gevonden. McKnight had al twee kinderen uit een vorig huwelijk: Jacquelyn en Tyler. In 2006 is het paar gescheiden. Aanleiding hiertoe was de affaire die LeBlanc had met collega-actrice Andrea Anders uit de serie Joey. Eind 2014 gingen LeBlanc en Anders na acht jaar uit elkaar.

## Trivia
- LeBlanc speelde in 1991 de vriend van Alanis Morissette in haar videoclip van de single Walk Away.
- Hij maakte reclamespots voor Heinz, Coca-Cola en Levi's.
- LeBlanc heeft van zijn vaders zijde Nederlands, Iers, Engels en Frans bloed, van zijn moeders zijde Italiaans.